# Kasimir Edschmid
Kasimir Edschmid wł. Eduard Schmid (ur. 5 października 1890 w Darmstadt, zm. 1 sierpnia 1966 w Vulpera) – niemiecki pisarz ekspresjonistyczny.
Pochodził z rodziny inteligenckiej, studiował romanistykę i zajmował się dziennikarstwem.
Dużo podróżował, czego efektem była seria książek podróżniczych. W 1933 roku w akcji palenia książek zniszczono również jego dzieła, a od 1941 miał zakaz publikowania.

## Twórczość
- 1916
  - Das rasende Leben
  - Timur
- 1918 –  Die Fürstin
- 1920 – Die achatenen Kugeln
- 1926 – Die gespenstigen Abenteuer des Hofrats Brüstlein
- 1931 – Feine Leute oder Die Grossen dieser Erde
- 1946 – Das gute Recht
- 1950 – Wenn es Rosen sind, werden sie blühen
- 1958 – Drei Häuser am Meer
- 1966 – Georg Büchner. Roman einer deutschen Revolution